# وندی پالمر
وندی پالمر (انگلیسی: Wendy Palmer؛ زادهٔ ۱۲ اوت ۱۹۷۴) بازیکن بسکتبال اهل ایالات متحده آمریکا است.
وی در مسابقات کشوری و بین‌المللی در مجموع برندهٔ ۱ مدال طلا شده‌است.